# Bågskytte vid olympiska sommarspelen 1920
Bågskytte vid olympiska sommarspelen 1920 i Antwerpen kom tillbaka i dessa sammanhang efter ett tolvårigt uppehåll. Endast män tävlade, och endast tre nationer deltog. Belgien skickade fjorton bågskyttar medan Frankrike och Nederländerna skickade åtta stycken vardera.

## Medaljtabell
| Medaljfördelning |               |      |        |       |        |
| Placering        | Nation        | Guld | Silver | Brons | Totalt |
| 1                | Belgien       | 8    | 4      | 2     | 14     |
| 1                | Frankrike     | 1    | 4      | 1     | 6      |
| 1                | Nederländerna | 1    | 0      | 0     | 1      |

## Resultat

### Individuellt

#### Fast fågelmål, stor fågel
| Placering | Namn               | Nation | Resultat |
| --------- | ------------------ | ------ | -------- |
| 1         | Edmond Cloetens    | BEL    | 13       |
| 2         | Louis Van de Perck | BEL    | 11       |
| 3         | Firmin Flamand     | BEL    | 7        |

#### Fast fågelmål, liten fågel
| Placering | Namn               | Nation | Resultat |
| --------- | ------------------ | ------ | -------- |
| 1         | Edmond Van Moer    | BEL    | 11       |
| 2         | Louis Van de Perck | BEL    | 8        |
| 3         | Joseph Hermans     | BEL    | 6        |

#### Rörligt fågelmål, 50 m
| Placering | Namn             | Nation | Resultat |
| --------- | ---------------- | ------ | -------- |
| 1         | Julien Brulé     | FRA    | 134      |
| 2         | Hubert Van Innis | BEL    | 106      |

#### Rörligt fågelmål, 33 m
| Placering | Namn             | Nation | Resultat |
| --------- | ---------------- | ------ | -------- |
| 1         | Hubert Van Innis | BEL    | 139      |
| 2         | Julien Brulé     | FRA    | 94       |

#### Rörligt fågelmål, 28 m
| Placering | Namn             | Nation | Resultat |
| --------- | ---------------- | ------ | -------- |
| 1         | Hubert Van Innis | BEL    | 144      |
| 2         | Léonce Quentin   | FRA    | 115      |

### Lag

#### Fast fågelmål, stor fågel
| Placering | Bågskyttar                                                                                            | Nation  |
| --------- | --- | ------- |
| 1         | Edmond Cloetens Louis Van de Perck Firmin Flamand Edmond Van Moer Joseph Hermans Auguste Van de Verre | Belgien |

#### Fast fågelmål, liten fågel
| Placering | Bågskyttar                                                                                            | Nation  |
| --------- | --- | ------- |
| 1         | Edmond Cloetens Louis Van de Perck Firmin Flamand Edmond Van Moer Joseph Hermans Auguste Van de Verre | Belgien |

#### Rörligt fågelmål, 50 m
| Placering | Bågskyttar | Nation    | Resultat |
| --------- | --- | --------- | -------- |
| 1         | Hubert Van Innis Alphonse Allaert Edmond De Knibber Louis Delcon Jérôme de Mayer Pierre Van Thielt Louis Fierens Louis Van Beeck | Belgien   | 2 701    |
| 2         | Julien Brulé Léonce Quentin Pascal Fauvel Eugène Grisot Eugène Richez Arthur Mabillon Léon Epin Paul Leroy                       | Frankrike | 2 493    |

#### Rörligt fågelmål, 33 m
| Placering | Bågskyttar | Nation    | Resultat |
| --------- | --- | --------- | -------- |
| 1         | Hubert Van Innis Alphonse Allaert Edmond De Knibber Louis Delcon Jérôme de Mayer Pierre Van Thielt Louis Fierens Louis Van Beeck | Belgien   | 2 958    |
| 2         | Julien Brulé Léonce Quentin Pascal Fauvel Eugène Grisot Eugène Richez Artur Mabillon Léon Epin Paul Leroy                        | Frankrike | 2 586    |

#### Rörligt fågelmål, 28 m
| Placering | Bågskyttar | Nation        | Resultat |
| --------- | --- | ------------- | -------- |
| 1         | Janus Theeuwes Driekske van Bussel Joep Packbiers Janus van Merrienboer Jo van Gastel Theo Willems Piet de Brouwer Tiest van Gestel | Nederländerna | 3 087    |
| 2         | Hubert Van Innis Alphonse Allaert Edmond De Knibber Louis Delcon Jérôme de Mayer Pierre Van Thielt Louis Fierens Louis Van Beeck    | Belgien       | 2 924    |
| 3         | Julien Brulé Léonce Quentin Pascal Fauvel Eugène Grisot Eugène Richez Artur Mabillon Léon Epin Paul Leroy                           | Frankrike     | 2 328    |

- Wikimedia Commons har media som rör Bågskytte vid olympiska sommarspelen 1920.